# ウェイイ
座標: 北緯42度01分26秒 東経12度24分5秒 / 北緯42.02389度 東経12.40139度

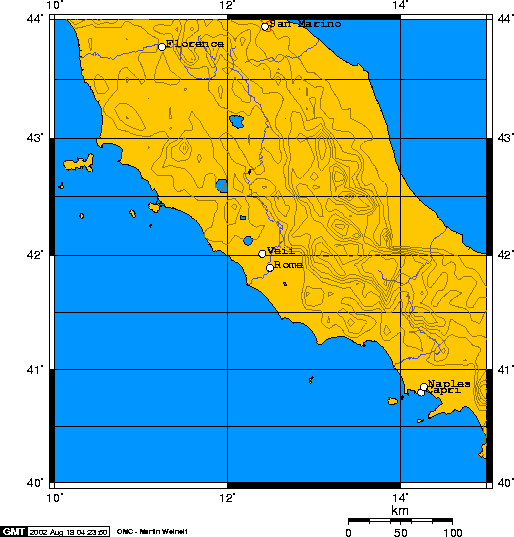
ウェイイの位置

ウェイイ（Veii、Veius）は、ローマの北北西16kmの地点にあったエトルリア人の重要な古代都市。イタリア語ではヴェイオ (Veio) と呼ぶ。現在のローマ県ローマ市の第20区にあるイソラ・ファルネーゼという集落付近にあたる。都市国家ウェイイと関連の深い遺跡はローマのすぐ北でローマ県の別のコムーネであるフォルメッロにもある。フォルメッロの名は、ウェイイ人が建設した排水路に因んでいる。
ウェイイはエトルリアの南端に位置する裕福な都市だった。300年以上にわたって共和政ローマと戦争と同盟を繰り返した。最終的に紀元前396年、ローマのマルクス・フリウス・カミルスの軍がウェイイを陥落。その後もローマ支配下でウェイイは存続し、トランクィッルスによればリウィア・ドルシッラの邸宅もそこにあった。間もなくウェイイはローマに同化し、学術文献ではそれまでを "Etruscan Veii"、それ以降を "Roman Veii" として区別する。ローマ帝国時代には Municipium Augustum Veiens と呼ばれた。ウェイイは彫刻で有名であり、ティベリウス像（現在はバチカンにある）、Apollo of Veii（ヴィラ・ジュリア国立博物館所蔵）などが特に知られている。ローマが征服した後、ウェイイは徐々に衰退していった。中世になるまでに廃墟と化し、価値のあるものは全て持ち去られた。最終的に耕地となって忘れ去られていたが、17世紀の古代史研究家 Raffaello Fabretti が再発見した。
都市の遺構以外に神殿と思われる遺構も見つかっている。また石工の跡のある墳丘墓や墓も見つかっている。1843年に発見された石室墓 Grotta Campana からは現存する最古のエトルリア式フレスコが見つかっている。市内の丘に通じる長いトンネルも見つかっており、リウィウスがウェイイとの戦いでローマが勝利した要因にあげたトンネルを使った奇襲の証拠ではないかと言われている。

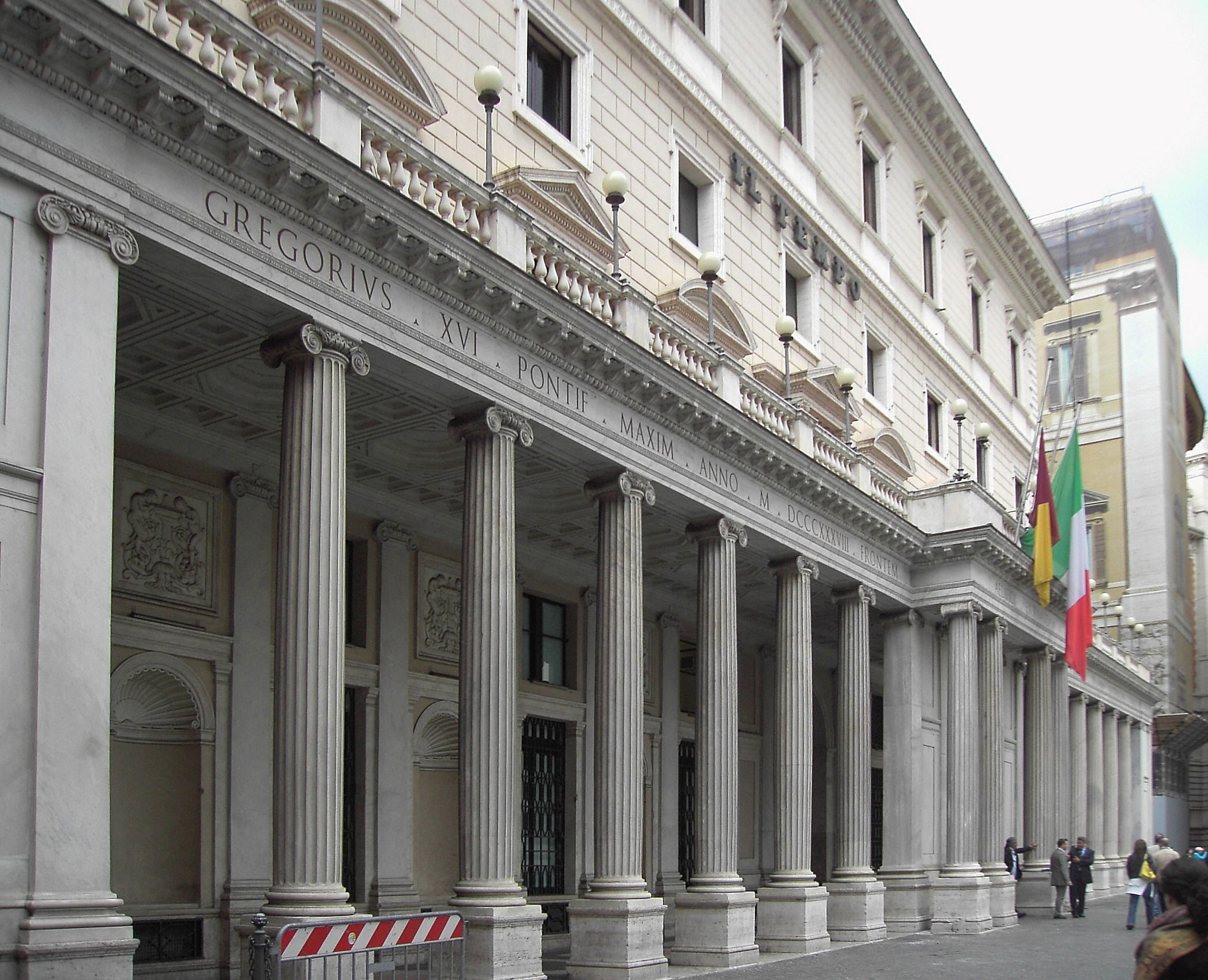
ローマのコロンナ広場に面した Palazzo Wedekind の円柱は、グレゴリウス16世がウェイイから運ばせたものである。

## 遺跡

### ウェイイの城壁
ウェイイのある場所は、イソラ・ファルネーゼ（イソラ (isola)は「島（島状の高台も含む）」、ファルネーゼ (Farnese) は所有者だった「ファルネーゼ家」を意味する）の190ヘクタールの凝灰岩の高台であり、現在の集落から北に広がり、北から東に流れる小川が反対側の端になっている。この小川は数マイル東に流れ、ラバロの南でフラミニア街道がテヴェレ川に沿って進むあたりに合流している。大まかに言えばウェイイはテヴェレ川の右岸にあるが、若干離れている。実際ウェイイの都市国家としての領域はその高台を中心としたかなり広い地域であり、テヴェレ川に面していた。
その大部分は個人の土地であるため未開発の耕地だが、丘周辺に見えている墓や集落だけが発掘されている。農地になっているため判りにくいが、台地全体が集落や墓地で覆われており、航空写真などで見ると建物の壁や墓のドームが土の中のしみとして見える。これらの露出して見えている場所にはそれぞれ名前が付いている。ウェイイの城壁はごく一部が現存しており、2つの小川が合流するあたりで小川を堀代わりにし、台地上を横切って三角形の領域を取り囲んでいる。
古代においてこの台地は2つの小川に囲まれ、防御しやすく、同時に水の供給も十分だった。テヴェレ川や後にフラミニア街道となった交易路にも近いことでウェイイは発展していったが、同時にラティウムの支配権をめぐってローマと競争することになった。

### Piazza d'Armi
エトルリア人は高いところに本拠地を構えるのが普通で、ウェイイも例外ではない。その城壁は2つの小川が合流する小峡谷に沿っていて、主要な尾根からはその峡谷で隔てられていて、ローマ時代にはその峡谷に沿って道が走っていた。Piazza d'Armi（軍事広場）と呼ばれる考古遺跡が今日にその位置を伝えている。

### Ager Veientanus
ローマでは、都市国家の支配領域を法律用語で ager と呼んだ。例えばローマの場合は ager Romanus である。法律上は細かく規定されているが ager といえばまず ager publicus（公共の領域）を指し、その国家の領土を意味した。当然ながら、その大部分は農地である（ager は農地の意）。ローマではウェイイの領土を ager Veientanus と呼び、テヴェレ川下流の右岸から海岸までの広い領域を指した。これはエトルリア南部全体に相当する。北西の境界線は定かではないが、ブラッチャーノ湖が北西端と推定される。ローマ人はウェイイが放棄された後、この領域に豪華なヴィッラをいくつも建てた。エトルリア時代の ager Veiantanus には Silva Ciminia という古い森があり、ローマ人はこの森に迷信的な恐怖を抱いていた。
ager Veiantanus は長い間ほとんどが農地として利用されるだけだったが、第二次世界大戦後ローマがさらに発展し、郊外の開発がその地域にも及んできた。さらに新しい耕作技法によって1メートルほども土を掘り返すようになり、地表に近い遺構は全て破壊された。当時 British School at Rome の校長だった John Bryan Ward-Perkins は南エトルリア調査（1954年 - 1968年）を開始し、 ager Veientanus の目に見える遺跡を網羅するカタログを作成した。その成果は1968年に公表された。
約30年後の1997年、イタリア政府がこの地域の部分的保護に乗り出し、カッシア街道とフラミニア街道に挟まれた14,984ヘクタールの Veio Regional Natural Park を設定した。その中には、カンパニャーノ・ディ・ローマ、カステルヌオーヴォ・ディ・ポルト、フォルメッロ、マリアーノ・ロマーノ、マッツァーノ・ロマーノ、モルルーポ、リアーノ、サクロファーノといったコムーネとローマの第20ムニチーピオが含まれる。

## 先史時代における都市の発展
ウェイイの発展の様子は、台地上とその周辺の墓と集落の時代ごとの数から人口統計学的に推定できる。この地に人間が住み始めたのは、考古学的証拠から青銅器時代末の紀元前10世紀とされている。このころ、台地を含む広いエリアに小さな集落が分散して存在していた。紀元前9世紀になって鉄器時代になると（ヴィラノヴァ文化）、台地上に出土品が集中するようになるが、個々に独立した集落とそれぞれの集落専用の墓が見つかっている。紀元前8世紀から7世紀にかけて人口が増え、水槽のある広場を中心に格子状の街区が広がっている都市が見られるようになった。この考古学的証拠から、紀元前10世紀から住み着いていたエトルリア人と思われる人々が紀元前7世紀にウェイイという都市を形成していったと推測できる。
初期のウェイイでは、同じ家系でも土葬と火葬の両方を行っている。当初は火葬が90%だったが、紀元前9世紀には半々になっている。紀元前8世紀には土葬が70%に増えており、紀元前9世紀から土葬が支配的だったラティウムの影響を示している。
紀元前9世紀から紀元前8世紀にかけて、人口密度と副葬品が増え続けた。人口が増え富が蓄積されると共に貧富の差も大きくなっていき、富裕階級が生まれた。紀元前8世紀には轆轤（ろくろ）と文字がギリシアからもたらされた。この間、集落は台地の周辺に広がっていった。しかし、ある集落 (Casale del Fosso) は紀元前9世紀末から紀元前6世紀末まで台地の北にある墓地をずっと使い続けていた。

## 伝説と初期の歴史
ウェイイの伝説的歴史はローマと同様に紀元前8世紀に始まり、ローマの伝説とも関係が深い。
紀元前8世紀、古代ローマの初代の王ロームルスの治世のころ、ウェイイとフィデナエはローマとの戦争に敗れている。
紀元前7世紀、トゥッルス・ホスティリウスがローマを治めていたころ、再びウェイイとフィデナエはローマに負けた。
プルタルコスの Life of Romulus では次のように記している。
最初（にロームルスと敵対したの）は、トスカナ（現在のラツィオ州）のウェイイ人で、裕福で大きな都市に住んでいた。彼らはフィデナエが自分達に属すると主張して戦争を起こした……
この一節はウェイイの考古学的証拠（大きさと豊かさ）ともよく一致している。ローマの史実とウェイイの考古学的証拠から、両者は同じころそれぞれ別の大都市圏を形成していたことがわかる。プルタルコスによれば、初期のローマには「千軒以上の家はなかった」が、同時期のウェイイの台地の人口も約1000人で安定していた。